# Boenninghaus-Syndrom
Das Boenninghaus-Syndrom ist eine besondere Form einer einseitigen Hörschädigung verursacht durch Lärm.
Die Bezeichnung bezieht sich auf den Autor der Erstbeschreibung aus dem Jahre  1959 durch den Heidelberger HNO-Arzt Hans-Georg Boenninghaus und ist nur im deutschsprachigen Raum gebräuchlich.

## Ursache
Der Erkrankung liegt vermutlich eine Kombination aus akutem Lärmtrauma und Durchblutungsstörung des Innenohres zugrunde.

## Klinische Erscheinungen
Klinische Kriterien sind:
- meist einseitige, irreversible, akut nach Lärmexposition auftretende Hörminderung
- Tinnitus
- Fehlhaltung der Halswirbelsäule während der Lärmeinwirkung